# 記紀の道

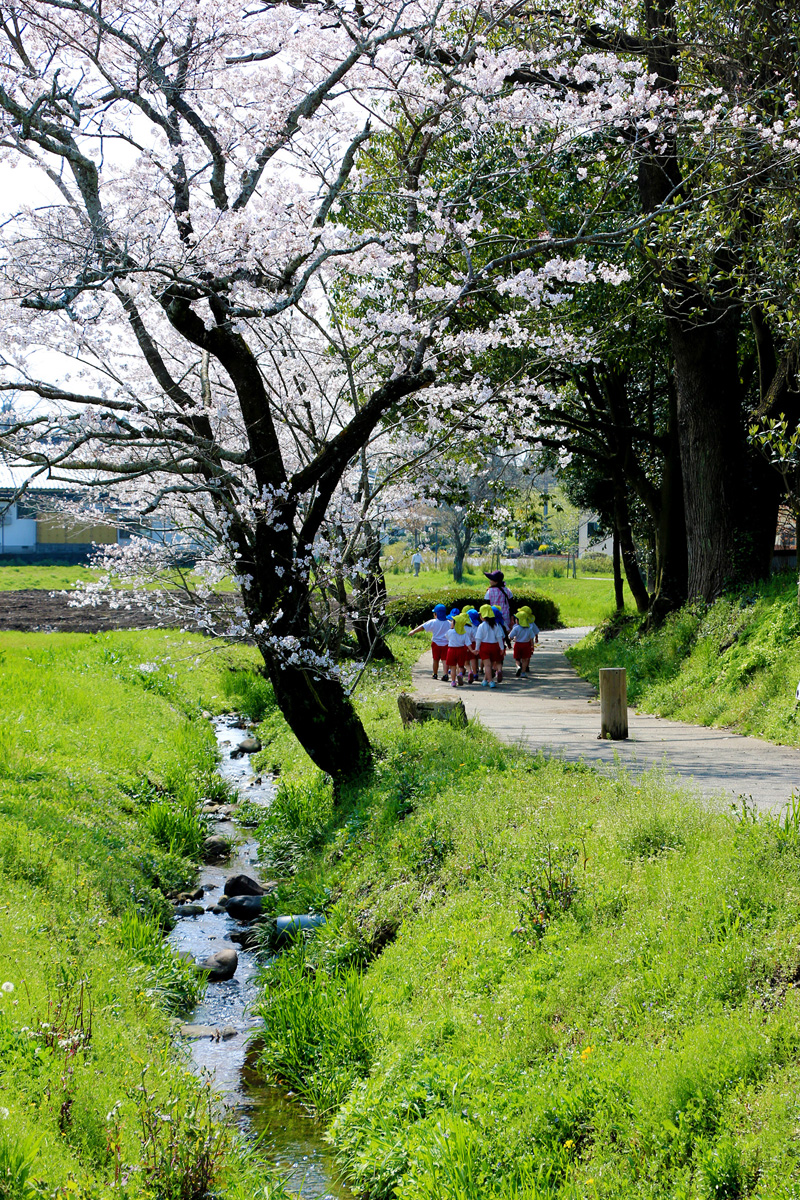
桜が満開の記紀の道

記紀の道（ききのみち）は宮崎県西都市にある全長約4キロメートル (km) の散策路。記紀とは『古事記』・『日本書紀』のことであり、これらの文献に記される日向神話にゆかりのあるとされる伝承地をつなぐ。

## 概要
日向国の総社とされる都萬神社から、瓊瓊杵尊（ニニギノミコト）と木花開耶姫（コノハナサクヤヒメ）が新婚生活を送ったとされる伝承地などを経由し、西都原古墳群の男狭穂塚・女狭穂塚（陵墓参考地）に至る。一部区間は歩行者専用道路として整備されている。
宮崎県内には、同じ物語の舞台とされている場所がいくつか存在し、これらの伝承地を比定することは難しい。記紀の道の伝承地は、江戸時代の国学者児玉実満によって文政六年（1823年）に完成した『神代の絵図』に見られ、その頃にはすでに日向神話の伝承地として存在していたと考えられる。これらの伝承地は、現在も地域住民によって丁寧に保存されている。このほか、記紀の道沿いには日向国府跡や古墳群などの史跡が密集し、当地が古代日向の政治・経済・文化の中心地であったとされる。西都市は考古学的遺物と神話伝承が凝縮して存在する町であり、西都出身の考古学者、日高正晴の発案をもとに、点在する史跡や伝承地をつなぐ道が「記紀の道」と命名された。
付近の地名には、妻、児湯、酒元、石貫、童子丸など、日向神話にルーツがあると思われる地名がいくつか残されている。伝承地の一つである「児湯の池」は、現在の児湯郡の名称の由来となったとされている。また、都萬（妻）の地を『魏志倭人伝』に記載のある「投馬国」の比定地とする説があり、記紀以外の歴史書にもゆかりがあると言える。
一帯は県指定の鳥獣保護区となっており、一部は九州自然歩道とも重なるなど、自然と人里が共存する風景が広がる。
毎年11月に開催される西都古墳まつりのたいまつ行列では、たいまつを持った数百人の行列が記紀の道を行進する。
2018年5月24日には西都原古墳群を中心とした周辺地域の古墳群が「古代人のモニュメント－台地に絵を描く 南国宮崎の古墳景観－」として日本遺産に認定され、記紀の道は、ストーリーの主題を補完するものとして構成文化財の一つとなった。
地域住民が主体となった伝承地を守る取組みや風景づくりが評価され、2019年度グッドデザイン賞を受賞した。

## 伝承地

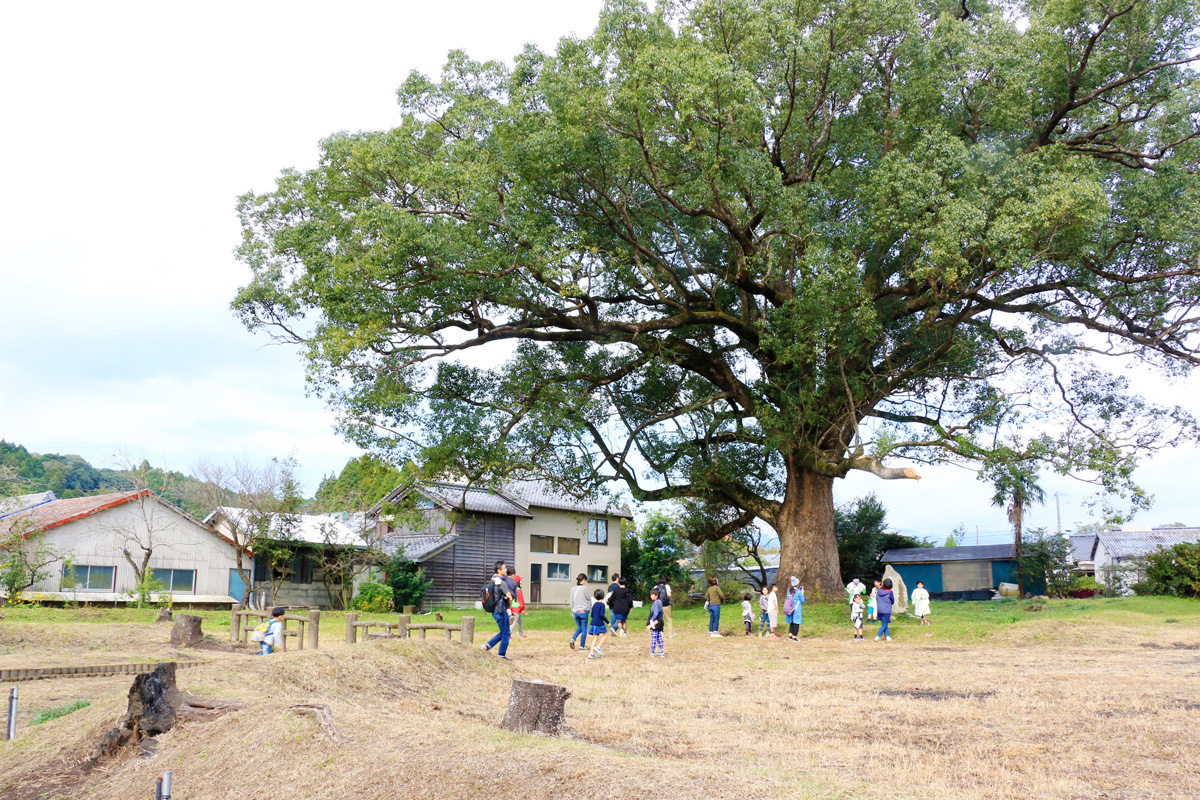
無戸室跡とクスノキの巨木

記紀の道沿いに10の伝承地が連なっており、記紀の道を外れた場所にもいくつかの伝承地が点在している。

### 記紀の道沿いの伝承地
1. 都萬神社
2. 御舟塚（みふねづか）
3. 逢初川（あいそめがわ／あいぞめがわ）
4. 八尋殿跡（やひろでん／やひろどの）
5. 無戸室跡（うつむろ）
6. 児湯の池
7. 石貫神社
8. 大山衹塚
9. 鬼の窟
10. 男狭穂塚・女狭穂塚

### その他の伝承地
- 三宅神社
- 笹貫神社
- 事勝塚
- 童子丸神社
- 丹裳（にも）の小野

## 史跡・天然記念物
- 西都原古墳群（特別史跡）- 西都原台地のほか、中段域と呼ばれる地域にも民家や畑に混じって25基の円墳が点在し、地下式横穴墓も発見されている。（堂ヶ嶋支群）[6]
- 日向国府跡（国指定史跡）
- 妻のクス（県指定天然記念物）
- 寺崎地区墓地のオガタマの木（市指定天然記念物）-オガタマノキの巨木。『神代の絵図』には「御賀玉の木」として記載があり、相当な巨木として描かれている。胸高周囲3.9 m、樹高15 m、推定樹齢310年の巨木[7]。